# 乌克兰维尔纳茨基国家图书馆
乌克兰维尔纳茨基国家图书馆（烏克蘭語：Національна бібліотека України імені В. І. Вернадського）是乌克兰规模最大的图书馆、国家级科学信息中心、乌克兰历史、哲学和法律研究中心。它是世界上20大国家图书馆之一。该馆位于乌克兰首都基辅，馆藏超过1500万件。

## 馆史
乌克兰国家图书馆1918年8月2日根据一项建立“国家图书馆”基金会的法案成立，该法案由乌克兰国家部长委员会批准。1918年8月23日，国家图书馆临时委员会成立。第一届临时委员会主席为弗拉基米尔·维尔纳茨基（乌克兰科学院第一任主席），成员有谢尔盖·叶夫列莫夫、阿加坦格尔·克雷姆斯基、格纳特·日捷茨基、韦尼阿明·科尔德特等。